# Hockey World League 2016-17 (mannen)
De Hockey World League 2016-17 voor mannen is de derde editie van de Hockey World League. Tegelijkertijd met de World League voor mannen wordt ook het vrouwentoernooi georganiseerd. De finaleronde wordt in december 2017 in India gehouden. In de derde ronde, de halve finale, kunnen landen zich plaatsen voor het wereldkampioenschap van 2018.

## Deelnemende landen
Alle landen die zijn aangesloten bij de FIH mogen deelnemen. De elf beste landen volgens de wereldranglijst van maart 2015 zijn direct geplaatst voor de derde ronde, de halve finale. De negen volgende landen zijn direct geplaatst voor de tweede ronde. Alle andere landen spelen in de eerste ronde, tenzij het een toernooi in de tweede ronde organiseert.
| Beginnen in de 3e ronde (nrs. 1 t/m 11) | Beginnen in de 2e ronde (nrs. 12 t/m 20)                                                            |
| --- | --------------------------------------------------------------------------------------------------- |
| 1. Australië 2. Nederland 3. Duitsland 4. België 5. Engeland 6. Argentinië 7. Nieuw-Zeeland 8. Zuid-Korea 9. India 10. Pakistan 11. Spanje | 1. Maleisië 2. Zuid-Afrika 3. Ierland 4. Canada 5. Japan 6. Polen 7. Frankrijk 8. Rusland 9. Egypte |

## Ronde 1
Bangladesh en Trinidad en Tobago zouden in ronde 1 moeten aantreden maar werden als organisator aangewezen van een van de toernooien in de tweede ronde en kwalificeerde zich daardoor automatisch.
In totaal plaatsen 14 landen zich voor de tweede ronde. De FIH bepaalde per toernooi hoeveel landen zich kunnen kwalificeren voor de tweede ronde. Dit waren in totaal 11 landen. De overige drie landen wees de FIH aan direct na afloop van deze ronde.
| Data                           | Locatie             | Teams                                                                         | Aantal plaatsen in ronde 2 | Gekwalificeerd voor ronde 2 |
| ------------------------------ | ------------------- | ----------------------------------------------------------------------------- | -------------------------- | --------------------------- |
| 9–17 april 2016                | Singapore           | Brunei China Hongkong Kazachstan Myanmar Singapore Sri Lanka Thailand Vietnam | 2                          | China Sri Lanka             |
| 28 juni - 2 juli 2016          | Fiji, Suva          | Fiji Papoea-Nieuw-Guinea Salomonseilanden Tonga Vanuatu                       | 1                          | Fiji                        |
| 30 augustus – 4 september 2016 | Tsjechië, Praag     | Cyprus Italië Litouwen Oekraïne Tsjechië Wit-Rusland                          | 2                          | Oekraïne Italië             |
| 6–11 september 2016            | Schotland, Glasgow  | Portugal Schotland Slowakije Wales Zwitserland                                | 2                          | Wales Schotland             |
| 9–11 september 2016            | Turkije, Antalya    | Oman Oostenrijk Qatar Turkije                                                 | 1                          | Oostenrijk                  |
| 9–11 september 2016            | Ghana, Accra        | Ghana Kenia Namibië Nigeria                                                   | 1                          | Ghana                       |
| 27 september - 2 oktober 2016  | Mexico, Salamanca   | Barbados Guatemala Mexico Verenigde Staten                                    | 1                          | Verenigde Staten            |
| 1-9 oktober 2016               | Peru, Chiclayo      | Chili Ecuador Paraguay Peru Uruguay Venezuela                                 | 1                          | Chili                       |
| 12 oktober 2016                | aangewezen door FIH |                                                                               | 3                          | Barbados Oman Zwitserland   |

## Ronde 2
Zuid-Afrika zou in ronde 2 moeten aantreden maar werd als organisator aangewezen van een van de halve finaletoernooien en kwalificeerde zich daardoor automatisch.
Voor de halve finale plaatsen zich acht landen.
| Data                    | Locatie                       | Gekwalificeerde teams | Gekwalificeerde teams | Gekwalificeerde teams                       | Aantal plaatsen in halve finale | Gekwalificeerd voor de halve finale |
| Data                    | Locatie                       | Gastland              | Via ranglijst         | Uit ronde 1                                 | Aantal plaatsen in halve finale | Gekwalificeerd voor de halve finale |
| ----------------------- | ----------------------------- | --------------------- | --------------------- | ------------------------------------------- | ------------------------------- | ----------------------------------- |
| 4-12 maart 2017         | Bangladesh, Dhaka             | Bangladesh            | Egypte Maleisië       | China Fiji Ghana Oman Sri Lanka             | 2                               | Maleisië China                      |
| 11–19 maart 2017        | Ierland, Belfast              | Ierland               | Frankrijk Polen       | Italië Oekraïne Oostenrijk Schotland Wales  | 2                               | Ierland Frankrijk                   |
| 25 maart - 2 april 2017 | Trinidad en Tobago, Tacarigua | Trinidad en Tobago    | Canada Japan Rusland  | Barbados Chili Verenigde Staten Zwitserland | 2                               | Japan Canada                        |
|                         | Beste twee nummers drie       |                       |                       |                                             | 2                               | Egypte Schotland                    |

## Halve finale
Twintig landen spelen in de halve finale (de derde ronde). Ze zijn in twee groepen verdeeld. Rechtstreeks geplaatst zijn de beste elf landen van de wereldranglijst. In deze halve finale kunnen tien of elf landen zich kwalificeren voor het wereldkampioenschap. Zeven landen gaan door naar de finaleronde.
| Data            | Locatie                   | Gekwalificeerde teams | Gekwalificeerde teams                           | Gekwalificeerde teams           | Aantal plaatsen in finale | Gekwalificeerd voor finale        |
| Data            | Locatie                   | Gastland              | Via ranglijst                                   | Uit ronde 2                     | Aantal plaatsen in finale | Gekwalificeerd voor finale        |
| --------------- | ------------------------- | --------------------- | ----------------------------------------------- | ------------------------------- | ------------------------- | --------------------------------- |
| 15-25 juni 2017 | Engeland, Londen          | Engeland              | Argentinië India Nederland Pakistan Zuid-Korea  | Canada China Maleisië Schotland | 3                         | Nederland Argentinië Engeland     |
| 8-23 juli 2017  | Zuid-Afrika, Johannesburg | Zuid-Afrika           | Australië België Duitsland Nieuw-Zeeland Spanje | Egypte Frankrijk Ierland Japan  | 4                         | België Duitsland Australië Spanje |

## Finale
Aan de finale doen naast het gastland de zeven beste landen uit de halve finale mee.
| Data               | Locatie | Gekwalificeerde teams | Gekwalificeerde teams                                           |
| Data               | Locatie | Gastland              | Vanuit de halve finales                                         |
| ------------------ | ------- | --------------------- | --------------------------------------------------------------- |
| 2-10 december 2017 | India   | India                 | Australië Argentinië België Engeland Duitsland Nederland Spanje |

Eindstand
1. Australië
2. Argentinië
3. India
4. Duitsland
5. België
6. Spanje
7. Nederland
8. Engeland

## Algehele eindstand
De FIH heeft de volgende eindstand opgesteld, waarbij alleen de landen zijn opgenomen die vanaf de tweede ronde in actie kwamen.
1. Australië
2. Argentinië
3. India
4. Duitsland
5. België
6. Spanje
7. Nederland
8. Engeland
9. Maleisië
10. Canada
11. Ierland
12. Nieuw-Zeeland
13. Frankrijk
14. Pakistan
15. Egypte
16. China
17. Zuid-Korea
18. Zuid-Afrika
19. Schotland
20. Japan
21. Verenigde Staten
22. Rusland
23. Oman
24. Wales
25. Oostenrijk
26. Trinidad en Tobago
27. Bangladesh
28. Ghana
29. Polen
30. Zwitserland
31. Italië
32. Chili
33. Sri Lanka
34. Barbados
35. Oekraïne
36. Fiji

2012-13 (mannen/vrouwen) · 2014-15 (mannen/vrouwen) · 2016-17 (mannen/vrouwen)
Mannen:
ronde 1 ·
ronde 2 ·
halve finale ·
finale
Vrouwen:
ronde 1 ·
ronde 2 ·
halve finale ·
finale